# Живот архитектора
«Живот архитектора» (англ. The Belly Of An Architect) — кинофильм.

## Сюжет
Модный американский архитектор Сторли Крэклайт приезжает вместе с женой Луизой, по специальному приглашению в Рим, где он должен подготовить выставку, посвященную уже забытому французскому архитектору Этьену-Луи Булле, который жил и творил в XVIII веке. Постепенно идентифицируя факты собственного пребывания в Италии с малодостоверными сведениями о Булле, Крэклайт впадает в состояние наваждения на почве ревности к забеременевшей жене и из-за мучительных болей в животе.
Вскоре Крэклайт имеет возможность убедиться в обоснованности своих подозрений. Его супруга уходит к молодому и амбициозному Каспазиану, который воспользовался непростой финансовой ситуацией и оттеснил своего соперника от участия в выставке. Доктор, к которому обратился отчаявшийся архитектор, поставил неутешительный диагноз и Крэклайт кончает с собой в день открытия выставки Булле. Он прыгает с верхнего этажа мавзолея Виктора Эммануила, в момент начала родовых схваток у его бывшей жены. Уход из жизни больного архитектора символично совпадает по времени с рождением потерянного им после развода ребёнка.

## Авторский замысел
Рим в фильме показан наполненным гигантскими сооружениями. Для этого оператор использовал панорамные дальние кадры. Живот представляет собой метафоричный образ архитектуры, Вечного города.

## В ролях
- Брайан Деннехи — Сторли Крэклайт
- Хлоя Уэбб — Луиза Крэклайт
- Ламбер Вильсон — Каспезий Спеклер
- Серджо Фантони — Ио Спеклер
- Стефания Казини — Флавия Спеклер
- Ванни Корбеллини — Фредерико
- Альфредо Варелли — Джулио
- Джеффри Коплстон — Каспетти
- Франческо Карнелютти — Пастарри
- Марино Мазе  — Третторио
- Марн Мэйтленд — Баттистино
- Клаудио Спадаро — Мори
- Рейт Фёрлан — скрипач
- Джулиан Дженкинс — старый доктор
- Энрика Мария Скривано — мать

## Съёмочная группа
- Автор сценария и режиссёр: Питер Гринуэй
- Оператор: Саша Верни
- Художник: Лучана Ведовелли
- Композитор: Вим Мертенс
- Художник по костюмам: Маурицио Милленотти